# Controversia sui master di Taylor Swift

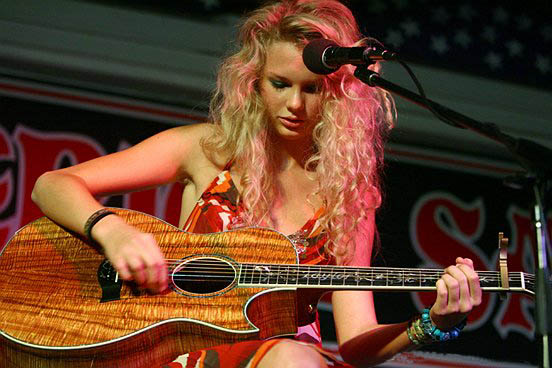
Taylor Swift (nella foto del 2006) ha firmato il suo contratto discografico con la Big Machine Records nel 2005 all'età di 15 anni, cedendo all'etichetta la proprietà dei master dei suoi primi sei album in studio.

Il 30 giugno 2019, la cantautrice americana Taylor Swift ha avviato una disputa con la sua ex etichetta discografica, la Big Machine Records, il suo fondatore Scott Borchetta e il suo nuovo proprietario Scooter Braun, circa la proprietà dei master dei suoi primi sei album in studio. La disputa è stata alquanto pubblicizzata, attiranodo un'ampia copertura mediatica, e ha portato la Swift a pubblicare gli album re-incisi Fearless (Taylor's Version), Red (Taylor's Version), Speak Now (Taylor's Version) e 1989 (Taylor's Version) nel periodo compreso tra il 2021 e il 2023 al fine di ottenere la completa proprietà della sua musica, per poi concludersi nel 2025 con la ri-acquisizione dei master originali dalla detentrice di allora, la Shamrock Holdings.
Nel novembre 2018, la Swift ha firmato un contratto discografico con Republic Records dopo la scadenza del suo contratto con la Big Machine. I media mainstream hanno riportato nel giugno 2019 che Braun ha acquistato Big Machine da Borchetta per 330 milioni di dollari, finanziato da varie società di private equity: Braun era così diventato il proprietario di tutti i master, video musicali e opere d'arte protetti dal copyright della Big Machine, compresi quelli dei primi sei album in studio della cantautrice. In risposta, la Swift dichiarò di aver tentato di acquistare i master, ma la Big Machine aveva offerto condizioni sfavorevoli, e sapeva che l'etichetta li avrebbe venduti a qualcun altro, ma non si aspettava Braun come acquirente, definendolo come un "bullo incessante e manipolatore". Borchetta ha affermato che la Swift ha rifiutato un'opportunità di acquistare i master.

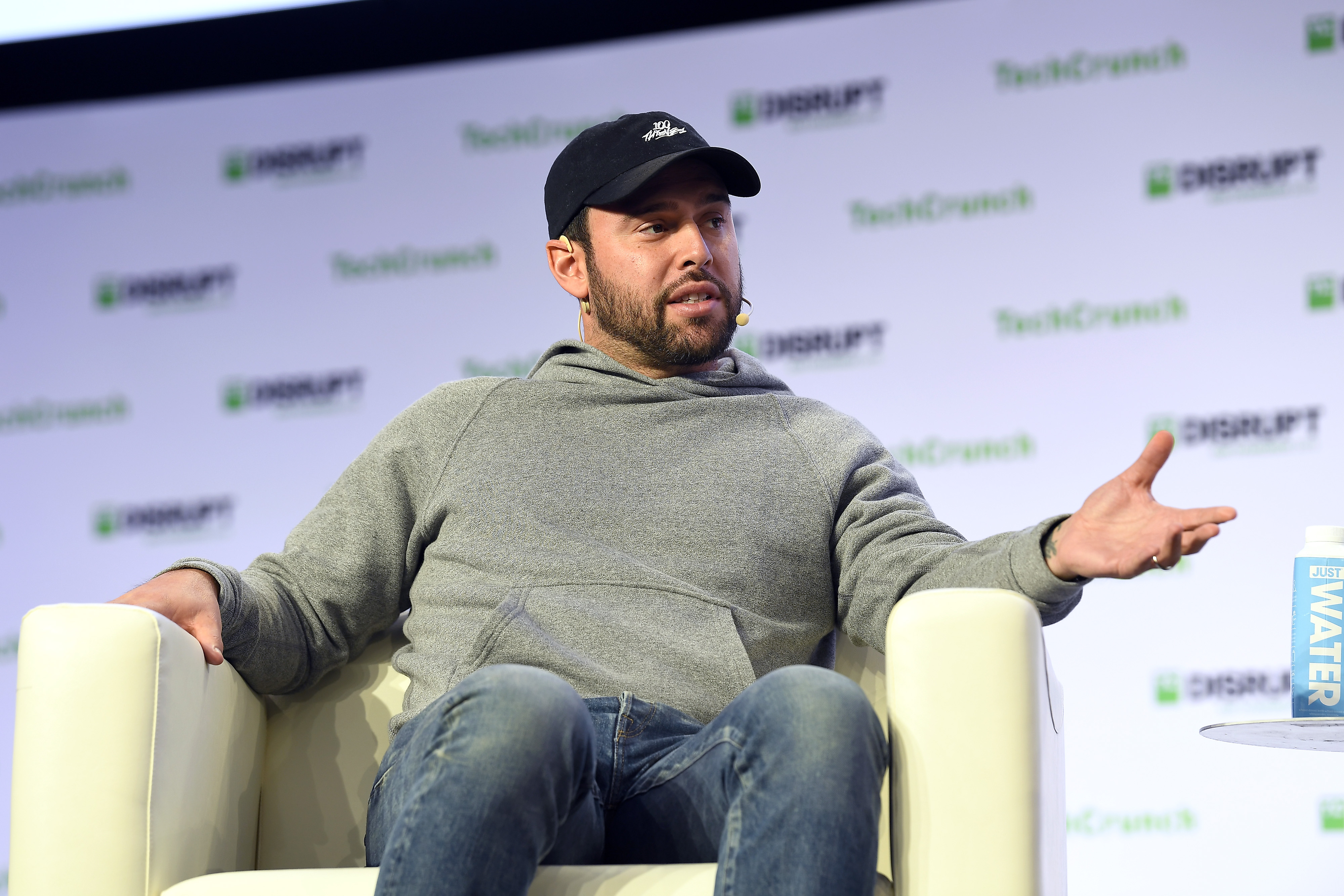
Scooter Braun (nella foto nel 2019) ha acquistato Big Machine nel 2019 ed è diventato il proprietario dei master dei primi sei album di Swift, che ha poi venduto a Shamrock Holdings nel 2020.

Di conseguenza, la Big Machine e la Swift furono coinvolti in una serie di disaccordi che portarono a ulteriori attriti; la Swift ha affermato che l'etichetta le ha impedito di esibirsi con le sue canzoni agli American Music Awards del 2019 e di utilizzarle nel suo documentario Miss Americana (2020), mentre Big Machine ha pubblicato Live from Clear Channel Stripped 2008 (2020), un lavoro inedito di Swift, senza la sua approvazione. Swift annunciò che avrebbe registrato nuovamente i sei album e che avrebbe posseduto lei stessa i nuovi master. Nell'ottobre 2020, Braun ha venduto i vecchi master alla società di investimenti della famiglia Disney, Shamrock Holdings, per 405 milioni di dollari, a condizione che continui a trarre profitto da essi. Swift espresse nuovamente la sua disapprovazione, rifiutò l'offerta di Shamrock per una partnership azionaria e pubblicò gli album ri-registrati tramite Republic, con successo di critica e commerciale, battendo numerosi record di vendite, streaming e classifiche.
Vari musicisti, giornalisti, politici e studiosi hanno sostenuto la posizione di Swift, stimolando un discorso sui diritti degli artisti, sulla proprietà intellettuale, sul private equity e sull'etica nell'industria musicale. Le pubblicazioni hanno descritto la sua risposta e la sua mossa di ri-registrare come misure influenti, incoraggiando i nuovi artisti a negoziare per una maggiore proprietà della loro musica. iHeartRadio, la più grande rete radiofonica degli Stati Uniti, ha annunciato che sostituirà le versioni precedenti nella sua trasmissione in onda con le tracce ri-registrate della Swift. Un documentario diviso in due parti, intitolato Taylor Swift vs Scooter Braun: Bad Blood, è stato distribuito nel 2024. Billboard ha nominato Taylor Swift la più grande pop star del 2021 per i risultati di successo e senza precedenti della sua impresa di ri-registrazione. Da allora Braun ha espresso rammarico per aver acquistato i master di Swift e Big Machine in generale, e successivamente ha venduto la sua intera holding, la Ithaca, alla Hybe Corporation.

## Sfondo

### Legge
Secondo la legge statunitense sul copyright, una pubblicazione musicale è soggetta a due diritti d'autore distinti: il diritto d'autore sulla canzone o composizione musicale stessa e il diritto d'autore sulla registrazione specifica di quella canzone, che di solito è contenuta in un master. Il master è la prima registrazione della musica, da cui vengono realizzate copie per la vendita e la distribuzione. Il proprietario del master, pertanto, possiede i diritti d'autore su tutti i formati della registrazione, come le versioni digitali per il download o lo streaming, o le versioni fisiche come CD e LP in vinile. Chiunque desiderasse utilizzare o riprodurre una registrazione deve ottenere una licenza di copyright autorizzata dal proprietario principale. Prima dell’avvento delle piattaforme digitali, i musicisti si affidavano alle etichette discografiche per promuovere la propria musica attraverso mezzi come l’airplay o la distribuzione fisica ai rivenditori. Le etichette in genere richiedono agli artisti di concedere loro i diritti sui master "per sempre". D'altro canto, il possesso dell'opera musicale viene definito diritto di pubblicazione, che copre il materiale musicale prima che diventi una registrazione sonora: testi, melodie, spartiti, composizione e arrangiamenti strumentali. I cantautori generalmente possiedono i diritti di pubblicazione e vengono definiti "editori" della musica.

### Contesto
Taylor Swift è una cantautrice di Wyomissing, Pennsylvania, Stati Uniti. Nel 2003, all'età di 13 anni, visitò le principali etichette discografiche di Nashville, Tennessee, per contratti discografici, ma fu rifiutata. Nel 2004, Swift ha eseguito canzoni originali ad uno showcase della RCA Records e ha ricevuto un contratto di demo, in seguito al quale si è trasferita a Nashville e ha lavorato con cantautori esperti della Music Row, come Troy Verges, Brett Beavers, Brett James, Mac McAnally e i Warren Brothers. Nel 2005, è diventata l'artista più giovane (15 anni) a firmare per la casa editrice Sony/ATV Music Publishing, ma ha lasciato la RCA Records di proprietà di Sony a causa delle sue preoccupazioni che "gli accordi di sviluppo possano accantonare gli artisti". Più tardi, nel 2005, Swift partecipò ad uno showcase del settore al Bluebird Café di Nashville, dove fu notata da un dirigente della DreamWorks Records, Scott Borchetta, che aveva l'idea di fondare la propria etichetta discografica indipendente. Alla fine, la Swift firmò un contratto discografico di 13 anni con la nuova etichetta di Borchetta con sede a Nashville, la Big Machine Records, come il suo primo artista discografico. L'accordo dava a Big Machine la proprietà dei master dei primi sei album di Swift in cambio di un anticipo in contanti.
Dal 2006 al 2017, Swift ha pubblicato sei album in studio con Big Machine: Taylor Swift (2006), Fearless (2008), Speak Now (2010), Red (2012), 1989 (2014) e Reputation (2017), tutti commercialmente redditizi e che definirono la Swift come una degli artisti musicali di maggior successo nella storia. Sebbene la Big Machine possedesse i master, la Swift mantenne i diritti di pubblicazione sugli album grazie al suo ruolo di autrice principale di tutte le canzoni che aveva pubblicato sotto l'etichetta. Ciò le consentirebbe di registrare nuovamente le canzoni in futuro, qualora lo desideri, secondo l'accordo artista-etichetta che limita l'artista a registrare nuovamente una canzone per un periodo di tempo prestabilito; Swift non sarebbe stata in grado di ri-registrare il suo lavoro musicale se non fosse stata una cantautrice.
Nell'agosto 2018, secondo Billboard, l'avvocato di Swift, Donald Passman, e il suo team di gestione hanno proposto a Big Machine Label Group che i master fossero rivenduti alla Swift, poiché il loro contratto era prossimo alla scadenza; il gruppo dell'etichetta ha risposto che ciò sarebbe accaduto solo se avesse rinnovato il contratto discografico con la Big Machine, accettando di incidere più album sotto l'etichetta per il prossimo decennio. Le due parti non arrivarono mai ad un accordo.
Alla fine, il contratto di Swift con la Big Machine Records è scaduto nel novembre 2018: dopodiché, ha firmato un nuovo contratto globale con la Republic Records, un'etichetta con sede a New York di proprietà dell'Universal Music Group. Variety ha riportato che il catalogo della Swift costituiva circa l'80% delle entrate di Big Machine. La cantautrice ha rivelato una negoziazione come parte del suo contratto con Republic: qualsiasi vendita di azioni della Universal in Spotify, la più grande piattaforma di streaming musicale on demand al mondo, si traduceva in quote azionarie per tutti gli artisti della Universal su base non recuperabile. Il contratto consentiva inoltre alla Swift di possedere interamente gli album distribuiti dall'etichetta - sia i master che i diritti di pubblicazione - a partire dal suo settimo album in studio, Lover (2019), e, come riportato da Forbes, offriva un pagamento di royalty del 50 per cento o più rispetto al 10-15 per cento che la Swift "probabilmente" aveva ricevuto da Big Machine.

## Disputa

### Acquisizione da parte di Braun
(– Scott Borchetta sulla vendita della Big Machine a Scooter Braun)
Scooter Braun è un imprenditore nel campo dei media, talent manager e uomo d'affari americano, noto per aver gestito le carriere di artisti musicali come Justin Bieber, Ariana Grande, Demi Lovato e Kanye West attraverso la sua compagnia di media, la SB Projects. Nel giugno 2019, il Wall Street Journal, seguito da altri media mainstream, ha riportato che la società di holding di Braun, la Ithaca Holdings LLC, aveva acquisito interamente il Big Machine Label Group, acquistandolo ad una cifra stimata di 330 milioni di dollari. L'acquisto ha compreso tutti gli aspetti del business di Big Machine, incluso il roster dei clienti, gli accordi di distribuzione, i diritti editoriali e i master musicali, ed è stato finanziato da società americane di private equity come The Carlyle Group, 23 Capital e Soros Fund Management, tutte con una quota di partecipazione in Ithaca. In un annuncio congiunto, le società hanno dichiarato che l'acquisizione "crea una delle più potenti etichette discografiche, società di management, streaming, publishing e media, combinando servizi complementari, artisti, dirigenti ed expertise". Come parte dell'acquisizione, la proprietà di tutti i master e diritti d'autore posseduti da Big Machine, inclusi quelli dei primi sei album in studio di Swift, è stata trasferita a Braun. Borchetta è entrato nel consiglio di amministrazione della Ithaca, acquisendo una partecipazione di minoranza in società, e è rimasto presidente e CEO di Big Machine.

### La risposta di Taylor Swift
(– Taylor Swift)
Il 30 giugno 2019, la Big Machine ha annunciato tramite i social media che il gruppo discografico era stato acquisito da Braun, a seguito di cui Swift ha denunciato l'acquisizione su Tumblr lo stesso giorno. La cantautrice ha dichiarato di aver cercato per anni di acquistare i suoi master, ma non le è stata data la possibilità, a meno che non firmasse un altro contratto che l'avrebbe obbligata a creare altri sei album con l'etichetta in cambio dei master dei primi sei, cosa che lei considerava "inaccettabile". Sebbene sapesse che Big Machine fosse in vendita, ha detto di non essere a conoscenza del fatto che Braun — descritto come un "bullo incessante e manipolativo" — sarebbe stato l'acquirente: "Essenzialmente, la mia eredità musicale è sul punto di finire nelle mani di qualcuno che ha cercato di smantellarla". La Swift ha evidenziato il coinvolgimento di Braun nella creazione del video musicale di West per il singolo del 2016 Famous, che lei ha descritto come un "video musicale di revenge porn che spoglia il [ suo] corpo". La Swift ha anche affermato che Braun ha influenzato Kim Kardashian, allora moglie di West, a orchestrare un frammento "registrato illegalmente" della telefonata di Swift con West, e ha fatto in modo che "due dei clienti [di Braun]" collaborassero per bullizzare la Swift online, riferendosi a uno screenshot su FaceTime con Justin Bieber, West e Braun, pubblicato su Instagram da Bieber dopo che Kardashian aveva rilasciato il frammento. La Swift ha accusato Borchetta di aver tradito la sua lealtà per aver venduto i master a Braun, nonostante fosse a conoscenza del ruolo di Braun nell'antagonizzare Swift. Passman ha sostenuto che Borchetta non avrebbe mai dato alla Swift "l'opportunità di acquistare i suoi master, o l'etichetta, direttamente con un assegno nel modo in cui [Borchetta] sembra stia facendo ora per altri".

### La risposta di Borchetta
In risposta, Borchetta ha pubblicato un post sul blog intitolato "È tempo di dire la verità" sul sito web della Big Machine. Il 25 giugno 2019, gli azionisti della Big Machine e la Ithaca Holdings di Braun hanno organizzato una telefonata riguardante la transazione. Sebbene il padre di Swift, Scott, fosse uno degli azionisti di minoranza dell'etichetta (con il 4%), non partecipò alla chiamata a causa di un "accordo di non divulgazione molto rigido". Una chiamata finale si è tenuta il 28 giugno, quando Scott Swift è stato rappresentato da un avvocato della società di gestione della Swift, 13 Management. Borchetta ha detto di aver inviato un messaggio alla Swift il 29 giugno, affermando che lei fosse a conoscenza della transazione con Braun in anticipo. Ha negato che Braun fosse stato ostile nei confronti della Swift, e ha pubblicato un messaggio di testo che, secondo lui, la Swift avrebbe inviato prima di firmare con la Republic Records; nel messaggio, la Swift dichiarava che avrebbe accettato un altro contratto di sette anni con la Big Machine, a condizione di ottenere la proprietà delle sue opere audiovisive. Borchetta accettò, ma chiese un contratto di dieci anni. L'autenticità del messaggio non è stata verificata.

## Ulteriori conflitti

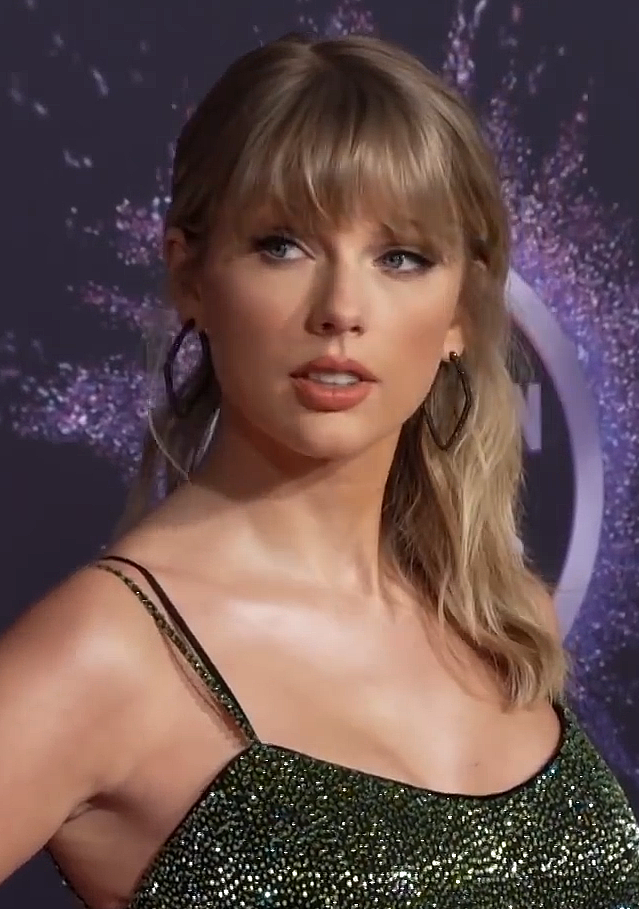
Taylor Swift agli American Music Awards del 2019

Il 14 novembre 2019, la Swift ha accusato Braun e Borchetta di impedirle di eseguire le sue vecchie canzoni agli American Music Awards del 2019 e di utilizzare materiale più vecchio per il suo documentario del 2020 Miss Americana. La cantautrice ha dichiarato che stavano "esercitando un controllo tirannico" sulla sua musica, e ha affermato che Borchetta avrebbe detto al suo team che le sarebbe stato permesso di usare la musica solo se avesse accettato di non re-incidere "versioni imitazione" delle sue canzoni. La Swift ha commentato: "Il messaggio che mi viene inviato è molto chiaro. Fondamentalmente, sii una brava bambina e stai zitta. Oppure sarai punita".
In risposta, Big Machine ha respinto l'accusa della Swift: "Abbiamo lavorato diligentemente per avviare una conversazione su queste questioni con Taylor e il suo team per procedere in modo produttivo. Tuttavia, nonostante i nostri persistenti sforzi per trovare una soluzione privata e soddisfacente per entrambe le parti, Taylor ha preso una decisione unilaterale la scorsa notte di arruolare la sua fanbase". Il 18 novembre, la Big Machine ha emesso un comunicato in cui si impegnava a concedere tutte le licenze per le esibizioni dei suoi artisti per lo streaming e la ritrasmissione su piattaforme approvate dagli AMAs, senza nominare la Swift. Venne anche dichiarato che la Big Machine aveva negoziato con il produttore degli AMAs, la Dick Clark Productions (DCP). La DCP ha negato di aver accettato di emettere alcuna dichiarazione con Big Machine.
La pubblicista di Swift, Tree Paine, ha rilasciato una dichiarazione il giorno successivo. Paine ha detto che la Swift ha evitato di eseguire le sue vecchie canzoni al Tmall Double Eleven Gala 2020, un evento del Singles Day a Shanghai, in Cina, e ha cantato solo tre canzoni da Lover, perché "era chiaro che il gruppo Big Machine Label riteneva che qualsiasi esibizione televisiva delle canzoni del catalogo violasse il suo accordo", allegando uno screenshot di un frammento di una presunta email della Big Machine che recita: "Si prega di essere informati che [Big Machine] non acconsentirà a rilasciare licenze per registrazioni esistenti o deroghe alle sue restrizioni di ri-registrazione in relazione a questi due progetti: il documentario di Netflix e l'evento 'Double Eleven' di Alibaba". La Paine ha anche smentito la dichiarazione di Big Machine secondo cui la Swift "ha ammesso di dover contrattualmente milioni di dollari e più beni" all'etichetta, e ha affermato che l'etichetta sta cercando di distogliere l'attenzione "dai 7,9 milioni di dollari di royalties non pagate" che l'etichetta deve a Swift "da diversi anni", come valutato da "un revisore indipendente e professionale". Swift si è esibita con sei canzoni agli AMAs del 2019 il 24 novembre 2019, quattro delle quali provenivano dai suoi primi sei album, e ha ricevuto il premio "Artista del decennio".
Nell'aprile 2020, la Big Machine ha pubblicato Live from Clear Channel Stripped 2008, un album live delle performance di Swift in un programma radiofonico del 2008. La Swift ha dichiarato di non aver autorizzato la pubblicazione, e l'ha respinta definendola come "un ennesimo caso di avidità sfacciata ai tempi del Coronavirus". Live from Clear Channel Stripped 2008 ha venduto solo 33 copie negli Stati Uniti e non è entrato in nessuna classifica. Da agosto 2019 a gennaio 2020, la Big Machine ha pubblicato 4.000 vinili per ciascuno dei singoli tratti da Taylor Swift per il 13º anniversario dell'album, suscitando immediatamente le critiche dei sostenitori di Swift.

## Conseguenze
La soluzione della Swift alla sua crisi è stata quella di creare nuove registrazioni di tutto il materiale musicale contenuto nei sei album, utilizzando i diritti editoriali che ha mantenuto, e di fare in modo che il prodotto ultimato suonasse il più vicino possibile all'originale. Nell'agosto 2019, durante un episodio speciale di CBS News Sunday Morning con la giornalista americana Tracy Smith, Swift ha annunciato che avrebbe "re-inciso" e pubblicato i sei album per possedere completamente i diritti su di essi, non appena il suo contratto con Big Machine glielo avrebbe permesso. Con la pratica della re-incisione, la Swift tecnicamente esegue nuove versioni delle sue stesse canzoni, creando così nuovi master di cui è proprietaria, che le permettono di controllare la licenza delle sue canzoni per l'uso commerciale, noto come diritti di sincronizzazione, eludendo i proprietari dei vecchi master e successivamente svalutandoli.

### La vendita alla Shamrock Holdings
Nell'ottobre 2020, Braun ha venduto i master, con video e artwork associati, alla Shamrock Holdings, un'azienza americane di private equity in possesso della Disney, ad una cifra stimata di 405 milioni di dollari. La Swift ha dichiarato che avrebbe tentato di negoziare con Braun, ma che quest'ultimo le avrebbe offerto la possibilità di acquistare i master solo a patto che firmasse un accordo di non divulgazione "corazzato", che le avrebbe consentito di parlare solo positivamente di Scooter Braun durante la transazione; la Swift ha rifiutato di firmare l'accordo. La cantautrice ha anche dichiarato che Braun avrebbe ordinato alla Shamrock di non avvisarla della vendita fino al suo compimento, e che avrebbe successivamente negato un'offerta della Shamrock di diventare una partner azionaria, poiché Braun e la Ithaca Holdings avrebbero continuato a beneficiare economicamente dal suo lavoro.   La Swift ha quindi ri-confermato la sua decisione originale e ha cominciato il processo di re-incisione nel novembre 2020. In risposta, la Shamrock ha rilasciato una dichiarazione: "Abbiamo proceduto con questo investimento perche crediamo nell'immenso valore e opportunità derivanti dalle opere [di Taylor Swift]. Rispettiamo e supportiamo in toto la sua decisione e, sebbene sperassimo in una collaborazione, sapevamo anche che [il processo di re-incisione da parte della Swift] sarebbe stata una possibile conseguenza che avevamo considerato." Secondo un report di Music Business Worldwide di giugno 2023, Braun e la Ithaca avrebbero ottenuto un profitto di 265 milioni di dollari dall'acquisto e rivendita dei master.

### Le ri-registrazioni della Swift
Taylor Swift ha cominciato a rilasciare la sua musica re-incisa nel 2021. Gli album e i brani re-incisi sarebbero stati identificati dalla nota Taylor's Version in aggiunta a tutti i titoli, per distinguerli dalle registrazioni originali.
Nel febbraio 2021, la Swift ha annunciato che aveva ultimato la re-incisione di Fearless e rilasciò Love Story (Taylor's Version), una re-incisione del lead single Love Story, il 12 febbraio. Fearless (Taylor's Version) è stato rilasciato il 9 aprile tra recensioni entusiaste dei critici musicali, che hanno elogiato la mossa della Swift di re-incidere la sua musica, interpretandola come un atto di preservare i diritti degli artisti.
Il 12 novembre 2021, la Swift ha rilasciato Red (Taylor's Version), la re-incisione di Red, composta da tutte le 30 canzoni originariamente pensate per la versione del 2012. L'album ha conquistato diversi record tra streaming e classifiche, ed è stato accolto con ampio plauso, diventando il suo album meglio valutato dalla critica su Metacritic. La traccia di chiusura, All Too Well (10 Minute Version) (Taylor's Version) (From the Vault), fu per la Swift l'ottava numero 1 della sua carriera nella Billboard Hot 100, che le garantì il Guinness dei primati per la canzone più lunga di sempre a svettare in classifica. Il produttore del brano, Jack Antonoff, ha dichiarato a Rolling Stone che una canzone di 10 minuti in vetta alla Hot 100 insegna agli artisti a "non ascoltare" ciò che l'industria detta.
Nel settembre 2022, è stato riportato che la Swift avrebbe rifiutato l'offerta di essere il volto dell'Halftime Show del Super Bowl del 2023, rifiutandosi di partecipare fino a quando il suo processo di re-incisione sarebbe stato concluso.
Nel marzo 2023, alla vigilia del The Eras Tour, la Swift ha rilasciato le re-incisioni di If This Was a Movie, traccia dell'edizione deluxe di Speak Now, e di Safe & Sound e di Eyes Open da The Hunger Games: Songs from District 12 and Beyond. Durante il primo spettacolo di Nashville, il 5 maggio, la Swift ha annunciato Speak Now (Taylor's Version), rilasciato il 7 luglio successivo. L'album ha infranto il record per l'album più ascoltato in un singolo giorno del 2023, rendendo la Swift la prima donna a debuttare per 12 volte alla prima posizione della Billboardo 200, e la donna più veloce ad avere 10 album in prima posizione nel Regno Unito, superando Madonna.
Il 15 settembre, a seguito di un trend virale su Tiktok che stava dando nuovamente lustro al singolo Wildest Dreams (2015), la vecchia registrazione del brano accumulò 735 mila riproduzioni su Spotify, segnando il giorno con più streams per la canzone sulla piattaforma. Il 17 settembre, la Swift ha svelato il bridge della canzone re-incisa tramite il sopracitato trend su TikTok, con descrizione "Se volete usare la mia versione di Wildest Dreams per il trend dello zoom lento, eccola qui!". Wildest Dreams (Taylor's Version) è stata quindi rilasciata su tutte le piattaforme digitali. La Swift ha dichiarato che avrebbe pensato di consegnare ai suoi fan la "sua versione" della canzone dopo aver visto il trend. Nelle prime ore successive al rilascio, Wildest Dreams (Taylor's Version) ha accumulato 2.003.391 riproduzioni su Spotify, rompendo il record stabilito dalla vecchia versione pochi giorni prima. This Love (Taylor's Version) è stata rilasciata il 6 maggio 2022. Entrambe le canzoni sono state estratte da 1989 (Taylor's Version), rilasciato il 27 ottobre 2023. A livello globale, le ha permesso di ottenere l'album più ascoltato in un singolo giorno del 2023 su Spotify, e di occupare le prime sei posizioni della Billboard Global 200, rendendo la Swift la prima artista ad ottenere tale risultato. Negli Stati Uniti, 1989 (Taylor's Version) è stato il sesto album della Swift a vendere un milione di copie in una sola settimana, e ha superato il suo decimo album in studio Midnights nelle vendite di vinili nella prima settimana dal rilascio di tutto il ventunesimo secolo. 1989 (Taylor's Version) ha debuttato in cima alla Billboard 200 con oltre 1.6 milioni di copie vendute, sorpassando il debutto del 1989 originale di 400.000 unità e segnando la settimana di rilascio più redditizia della cantautrice e del decennio del 2020. Le tracce Is It Over Now?, Now That We Don't Talk e "Slut!", tutte indicate con la nota From The Vault, hanno occupato in quest'ordine le prime tre posizioni della Hot 100.

### L'inchiesta stampa
Il 16 novembre 2020, la giornalista di Variety Shirley Halperin ha riportato che "alcuni insider speculano che il valore [dei master della Swift] possa raggiungere un massimo di 450 milioni di dollari una volta certo che alcuni fattori di guadagno fossero massimizzati." Secondo un report del novembre 2021 del Financial Times, Braun ha creduto che la Swift stesse "solo bluffando" circa il processo di re-incisione. Il quotidiano ha dichiarato che, dopo l'acquisto della Big Machine, Braun avrebbe iniziato a cercare potenziali acquirenti per i master del vecchio catalogo della cantautrice, e che avrebbe confermato insieme ai suoi co-investitori che la Swift non avrebbe mai re-inciso i suoi album, definendo il suo annuncio una "vuota minaccia"; Braun ha inoltre asserito che i post della Swift sulla disputa avrebbero solo che generato ulteriore pubblicità, spingendo le riproduzioni e i download degli album. Il Financial Times ha anche dichiarato che l'accordo tra Braun e la Shamrock includeva "un earnout futuro per Braun e il Carlyle Group, se le vendite dovessero raggiungere determinati obiettivi". Il 10 dicembre 2021, il New York Times ha pubblicato la notizia che il Carlyle Group avrebbe contattato Braun per incoraggiarlo a raggiungere una tragua con la Swift, come un accordo di joint venture, per impedirle di procedere con le re-incisioni, secondo un ignoto gruppo di "quattro persone vicine alla faccenda", tre delle quali avrebbero dichiarato che la società era "delusa di essere trascinata nella dispunta in maniera cos' pubblica".
La reporter di Anna Silman per Business Insider ha rilasciato un'esclusiva investigativa nel marzo 2022. La Silman ha scritto che una delle ragioni che spingerebbero la Swift a odiare l'acquisizione da parte di Braun dei suoi master sarebbe la scarsa gestione della relazione tra Justin Bieber e Selena Gomez, una delle amiche più strette della cantautrice. La Silman ha inoltre dichiarato che Braun avrebbe manipolato le pubblicazioni di diversi portali media e blog. Il rapper americano Lil Twist ha dichiarato alla Silman che Braun avrebbe sfruttato alcuni tabloid come TMZ e Page Six per diffondere notizie negative a propri danni. La Silman ha dichiarato che Braun avrebbe rifiutato di esprimersi direttamente alla stampa, e che molti altri avrebbero rifiutato di esprimersi alla stampa a causa della "reputazione per il litigio" di Braun. Inoltre, la reporter ha asserito che l'avvocato di Braun, Marty Singer, avrebbe minacciato più volte Business Insider durante l'investigazione, sostenendo che la Silman non fosse imparziale e che avesse "profondi legami con il fronte di Taylor Swift".

### La vendita della Ithaca
Nell'aprile 2021, Braun ha proceduto con la fusione della Ithaca con la società di intrattenimento sudcoreana Hybe Corporation, che ha acquistato la Ithaca completamente attraverso la sussidiaria americana, Hybe America. L'accordo, valutato 1 miliardo di dollari, ha unito i roster della SB Projects e della Big Machine, tra cui Justin Bieber, Ariana Grande, Demi Lovato, J Balvin, Thomas Rhett, Florida Georgia Line e Lady A, ad alcuni artisti k-pop come i BTS, i TXT e i Seventeen. Braun si è unito alla dirigenza della Hybe. Nel settembre 2022, in una intervista con Jay Williams per NPR, Braun ha dichiarato che si pente di come l'acquisizione della Big Machine sia stata gestita, ammettendo di aver avuto un "atteggiamento arrogante" nel credere che lui e la Swift "avrebbero risolto la situazione", e che aveva imparato "una lezione importante". Braun ha inoltre dichiarato che era stato costretto a procedere all'acquisto sotto un "severissimo accordo di non divulgazione" e che in quanto tale gli era stato impedito di parlare con chiunque in merito.

### La ri-acquisizione della Swift
Il 30 maggio 2025, la Swift ha annunciato sul suo sito web di aver acquistato i master dei primi sei album, a seguito di un'offerta più accessibile da parte della Shamrock, attrribuendo il successo della transazione al successo delle sue re-incisioni e al The Eras Tour. La cantautrice ha successivamente dichiarato di aver già re-inciso Taylor Swift e "meno di un quarto" di Reputation e di non essere sicura quando e come pubblicarle.

## Reazioni
La controversia è stata vastamente pubblicizzata, suscitando reazioni e critiche in tutto il web. Le re-incisioni di Taylor Swift sono state uno degli argomenti più discussi e trattati del biennio 2020-2021, descritti inoltre dai media come uno degli eventi prominenti della cultura pop del 2021. Il quotidiano Evening Standard l'ha deinita "la più grande faida musicale", in quanto "i vecchi cataloghi regolarmente passano di mano in mano dietro le quinte, ma quasi mai suscitano scalpore". Gli hashtag #IStandWithTaylor and #WeStandWithTaylor sono andati virali su Twitter a seguito dei post della cantautrice. Billboard ha scritto che a causa della controversia, le persone sono "schierate per il Team Swift o il Team Braun, creando la battaglia più nota nella memoria recente circa i master di un artista".

### Industria dell'intrattenimento

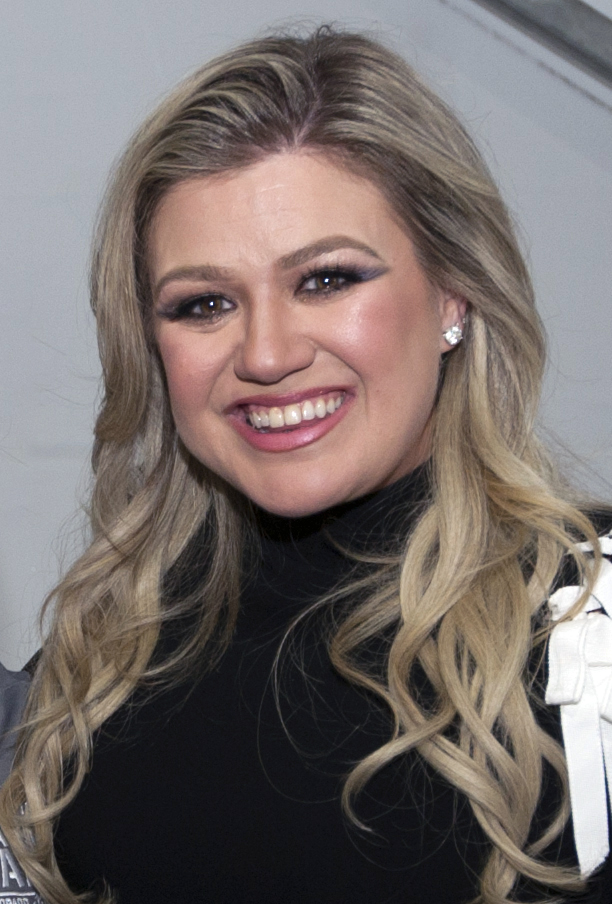
Kelly Clarkson ha esortato Taylor Swift a re-incidere i suoi vecchi album.

La reazione di Taylor Swift e i suoi post sui social media hanno portato supporto da molti dei suoi contemporanei. Artisti che l'hanno apertamente supportata includono Dionne Warwick, Anne Murray, Cher, Selena Gomez, Halsey, Iggy Azalea, Sara Bareilles, Lily Allen, Tinashe, Ella Eyre, Hayley Kiyoko, Camila Cabello, Jordan Pruitt, Brendon Urie, Kelsea Ballerini, JoJo, Azealia Banks, The Regrettes, Echosmith, Jack Antonoff, Haim, Alessia Cara, Allie X, Hrvy, Gretchen Peters, Iza, Katy Perry e Anita Baker, i quali concordano con la cantautrice che gli artisti debbano essere in possesso della loro musica. La musicista americana Sky Ferreira ha supportato la Swift e ha dichiarato: "l'industria dell'intrattenimento è piena di bulli incompetenti e imbecilli che posseggono troppo potere da usare per i proprio scopi". Su domanda specifica, il cantautore inglese Ed Sheeran ha risposto: "Le ho parlato direttamente, come faccio sempre." La cantante americana Kelly Clarkson, in un tweet, ha esortato la Swift a re-incidere i suoi vecchi album: "Dovresti procedere e re-incidere tutte le canzone di cui non possiedi i master, esattamente come hai fatto la prima volta ... Acquisterei tutte le nuove versioni giusto per dimostrare il mio punto di vista." Altri cantanti hanno smesso di seguire Braun sui social media. Oltre a musicisti, altre celebrità come Cara Delevingne, Heidi Montag, Sara Sampaio, Martha Hunt, Gigi Hadid, Antoni Porowski, Bobby Berk, Ruby Rose, Jameela Jamil, Joseph Kahn, Mike Birbiglia e Mamrie Hart hanno espresso vicinanza alla Swift tramite i social media.
Alcuni musicisti hanno supportato invece Braun, tra cui la cantautrice australiana Sia, il cantante americano Ty Dolla Sign e i suoi clienti Justin Bieber e Demi Lovato. Sia la Lovato che Sia ritengono che Braun sia un "buon uomo" e che le sue azioni non fossero motivate da questioni personali. L'uomo di spettacolo Todrick Hall, precedentemente cliente di Braun, ha supportato la Swift e accusato il suo ex-manager di omofobia; Hall ha poi preso parte ad un litigio con Demi Lovato su Twitter. In un post su Instagram, Justin Bieber ha chiesto scusa alla Swift per lo screenshot su FaceTime (con Braun e Kanye West) postato nel 2016 con una didascalia contro di lei; tuttavia, Bieber ha difeso Braun, sostenendo che il suo manager avesse sostenuto la Swift sin da quando gli aveva permesso di essere l'opening act del Fearless Tour, aggiungendo che "sono passati anni, non ci siamo incrociati e non abbiamo avuto la possibilità di discutere circa le nostre differenze, ferite e frustrazioni. Per questo motivo non è giusto che tu ti esprima sui social media e che permetta alle persone di gettare odio su Scooter." La moglie di Bieber, Hailey Baldwin, lo ha definito sotto il post "gentiluomo", azione che ha portato Cala Delevingne a criticare i coniugi Bieber per ciò che ha considerato una finta amicizia. Ariana Grande, allora cliente di Braun, ha postato una storia su Instagram complimentandosi con Braun per l'acquisizione, eliminato prontamente a seguito delle dichiarazioni della Swift. David Geffen, un discografico che ha spesso descritto Braun come un mentore, ha supportato Braun, dichiarando tuttavia che "solo il tempo dirà chi ha preso la decisione più saggia".

### Politici
Il 19 novembre 2019, la senatrice statunitense Elizabeth Warren, una delle candidate democratiche alle elezioni presidenziali degli Stati Uniti del 2020, ha dichiarato su Twitter che Taylor Swift è "una delle tante" il cui lavoro è stato minacciato dalle società diprivate equity, che continuano a "divorare sempre più la nostra economia, distruggendo posti di lavoro e schiacciando intere aziende". Chiedere conto alle società di private equity è stato un aspetto importante della campagna presidenziale della Warren. Anche la rappresentante degli Stati Uniti Alexandria Ocasio-Cortez si è schierata con la Swift. La parlamentare americana ha twittato: "Le pratiche predatorie dei gruppi di private equity danneggiano attivamente milioni di americani. I loro leveraged buyout hanno distrutto le vite dei lavoratori del commercio al dettaglio in tutto il paese, eliminando più di 1 milione di posti di lavoro. Ora stanno tenendo in ostaggio la musica [della Swift]. Devono essere frenati".
L'imprenditore americano Glenn Youngkin è stato l'ex co-amministratore delegato del Carlyle Group, il principale sponsor dell'acquisto da parte di Braun dei master di Big Machine e della Swift. Youngkin si è candidato alle elezioni governatoriali della Virginia del 2021 come candidato repubblicano per la carica di governatore . Il 6 ottobre 2021, prima delle elezioni, l'ex governatore e candidato democratico Terry McAuliffe ha lanciato una serie di annunci pubblicitari negativi su Facebook, Instagram e Google Search, associando Youngkin all'acquisizione. L'annuncio includeva lo slogan "#WeStandWithTaylor", un hashtag utilizzato dalle Swifties durante le ricadute della disputa, e chiedeva ai suoi sostenitori di votare per McAuliffe. Il portavoce di Youngkin, Christian Martinez, ha dichiarato: "McAuliffe ha raggiunto la fase di disperazione della sua campagna, in cui sta lanciando gli attacchi più infondati per vedere cosa possa funzionare". Inoltre, la NPR ha evidenziato un rapporto di Associated Press del luglio 2021, secondo cui lo stesso McAuliffe avrebbe investito un minimo di 690.000 dollari in Carlyle tra il 2007 e il 2016. Il portavoce di McAuliffe, Renzo Olivari, ha confermato che McAuliffe fosse un investitore "passivo" di Carlyle, che nel 2019, al momento della vendita dei master, possedeva meno di 5.000 dollari in azioni della Carlyle.
Jared Polis, il 43° governatore del Colorado, ha menzionato l'iniziativa di re-incisione della Swift come uno dei momenti salienti del 2021 nel suo discorso annuale da governatore allo stato il 14 gennaio 2022, e ha cantato il ritornello di 22 (Taylor's Version) in riferimento al nuovo anno 2022.

### Critici musicali
Le testate giornalistiche hanno evidenziato l'opposizione pubblica della Swift all'acquisizione come pionieristica: sebbene la questione della proprietà del master e i conflitti tra etichette discografiche e artisti come Prince, i Beatles, Janet Jackson e Def Leppard fossero stati prevalenti, la Swift è stata una delle poche a renderla pubblica. I giornalisti della rivista Rolling Stone hanno descritto la disputa come uno dei 50 “momenti più importanti” degli anni 2010. Dominic Rushe del The Guardian ha affermato che la situazione della Swift accennava a un cambiamento nell'era della musica digitale, in cui gli artisti sono più informati sul loro diritto di proprietà e non farebbero più affidamento sulle etichette discografiche per il marketing come in passato. Riconoscendo la visibilità che Taylor Swift ha portato a "uno dei problemi più duraturi dell'industria musicale", il critico di Pitchfork Sam Sodomsky ha detto che ls Swift "è anche così grande, non solo un'artista ma un marchio, che può attuare il cambiamento esercitando la leva dell'affidabilità del suo successo", e che quando fa una dichiarazione, è "finanziariamente redditizio per l'industria ascoltarla". Katie Rosseinsky dell'Evening Standard ha scritto: "Non si tratta solo di un'altra faida tra celebrità; [ciò] potrebbe avere ripercussioni di vasta portata per l'industria musicale".
Il New York Times, l'AV Club e MarketWatch hanno ritenuto che le critiche della Swift fossero rivolte alle società di private equity, evidenziando la sua menzione del Carlyle Group nei suoi post sui social media. Il New York Times ha affermato: "In un momento di indignazione pubblica per l'avidità aziendale e di una maggiore consapevolezza delle dinamiche di potere basate sul genere, la ventinovenne Ms. Swift è stata in grado di trasformare una disputa commerciale in una cause célèbre". Meera Jagannathan di MarketWatch ha descritto il Carlyle Group come un'azienda "potente e politicamente connessa" con sede a Washington, DC, i cui investimenti costituiscono un portafoglio globale di 272 aziende, tra cui Supreme, Dunkin' Brands e molte aziende aerospaziali e di difesa.
Anche i commenti critici sulla decisione della Swift di re-incidere l'album sono rimasti favorevoli. Chris Willman di Variety ha scritto che la mossa ampiamente pubblicizzata della Swift di ri-registrare il suo catalogo precedente avrebbe ispirato altri artisti a "delegare ulteriormente o aizzare come armi i fan nelle loro dispute commerciali", a differenza dei tentativi relativamente meno riusciti dei suoi contemporanei di possedere la propria musica. Spencer Kornhaber di The Atlantic ha affermato che le nuove registrazioni sono state "un abbagliante giro della vittoria", smentendo gli osservatori del settore che avevano dubitato della Swift. Fawzia Khan di Elle e Carrie Battan di The New Yorker hanno elogiato l'etichetta (Taylor's Version) associata alla musica ri-registrata come un geniale rebranding del catalogo precedente della Swift. Charlotte Richards, scrivendo per Money Marketing, ha affermato che la situazione aiuta a comprendere gli "investimenti pericolosi", come quelli di Braun. La giornalista del New Zealand Herald Lydia Burgham ha definito la mossa "un gesto di dito medio definitivo alla burocrazia dell'industria musicale", rivelando al contempo come "nemmeno una star del calibro di Taylor Swift possa detenere i diritti del suo lavoro registrato". Con il successo di Red (Taylor's Version), Hannah Towey del Business Insider ha affermato che "l'era della Taylor's Version sta già scatenando onde d'urto in tutto il settore".
(Eilish Gilligan, Taylor Swift's Re-Recordings Expose The Music Industry's Chokehold On Intellectual Property, Refinery29)
Il giornalista del Wall Street Journal Neil Shah ha scritto che, per l'utilizzo del suo catalogo precedente nei mass media, come per spot pubblicitari e film, la Swift può escludere la Shamrock e Braun prestando direttamente la canzone in questione alla terza parte, approvando lei stessa la licenza del copyright. Kate Dwyer di Marie Claire ha detto che gli album ri-registrati liberano Swift dallo scrutinio sessista dei tabloid sulla sua vita privata che ha messo in ombra i suoi lavori passati, reintroducendo ascoltatori e critici alle stesse canzoni ma senza "tanto pregiudizio di genere", e che il pubblico che "non credeva che fosse una femminista prima (per qualsiasi motivo sessista) non può negare le sfumature femministe del diventare la portavoce dell'industria per i diritti degli artisti".

### Studiosi di diritto
Diversi avvocati e studi legali hanno pubblicato le loro analisi sulla controversia. La maggioranza ha sottolineato la mancanza di fondamento giuridico e l'impossibilità di procedere con una causa legale. Susan H. Hilderley, avvocato specializzato in musica presso la facoltà di giurisprudenza dell'UCLA, ha dichiarato al Washington Post che il fatto che Swift non sia proprietaria dei suoi master "non è niente di insolito". La Hilderley ha sottolineato che Swift era un'artista sconosciuta quando ha firmato il suo contratto discografico, e che la cessione dei master all'etichetta discografica è il "tipo di condizioni" solitamente seguito negli accordi tra artista ed etichetta. Sulla stessa linea, Erin M. Jacobson, un avvocato specializzato in diritto musicale nelle trattative tra artisti ed etichette discografiche, ha affermato alla CBC News che "la struttura di un'etichetta proprietaria del master esiste da così tanto tempo che molte persone ci sono ormai abituate". L'avvocato ha affermato che la Swift non ha alcuna possibilità di ricorso legale sul contratto, ma può apportare cambiamenti nell'industria musicale e apportare benefici a tutti gli artisti.
The Hollywood Reporter ha consultato gli avvocati musicali Howard King e Derek Crownover in merito alla controversia; King ha affermato che la Swift non avrebbe fatto causa a Braun o all'etichetta a causa della natura "personale" della controversia — il suo problema non era la vendita in sé, ma il fatto che Braun fosse l'acquirente — e non aveva alcuna possibilità di ricorso legale. Crownover concorda: "Dalla visione esterna, non vedo alcuna ramificazione legale che potrebbe derivare da questo, a meno che non ci siano restrizioni sulla vendita dei master a terze parti". James Jeffries-Chung di Norton Rose Fulbright ha affermato che la Shamrock non può impedire alla Swift di ri-registrare la sua musica con alcuna misura legale, poiché è l'editrice delle sue canzoni, e che tutto ciò che possono sperare è che "gli ascoltatori possano essere meno interessati ad ascoltare le versioni moderne di canzoni che hanno apprezzato un decennio fa e attenersi alle versioni originali".
(James Sammataro)
Molti ritengono che le mosse della Swift porteranno a cambiamenti sistemici nell'industria musicale e nei rapporti tra artisti ed etichette discografiche. Meredith Rose, consulente senior per le politiche presso la Public Knowledge, ha scritto nel suo post all'American Bar Association che "se la Swift — che è, senza esagerare, una delle più grandi pop star di un'intera generazione — non riesce a riavere indietro i suoi master, chi potrebbe farlo? A quanto pare, quasi nessuno". Secondo Tonya Butler, professoressa e presidente del Music Business Management Department al Berklee College of Music, "indipendentemente dalle ragioni per cui [Taylor Swift] stia ri-registrando, che si tratti di dispetto o di buoni affari, il solo fatto che stia portando all'attenzione l'accordo di restrizione sulla re-incisione rende l'intera controversia degna di nota". Peter J. Rosene di McBrayer ha affermato che ogni album Taylor's Version abbassa il valore del master del rispettivo originale detenuto dalla Shamrock, prevedendo che le vendite delle re-incisioni "potrebbero, di fatto, superare gli album originali". Justin Tilghman della facoltà di giurisprudenza dell'Università della Georgia ha affermato che la clausola che proibisce ad un artista di registrare nuovamente le proprie canzoni per un periodo di tempo designato può "andare troppo oltre e, di fatto, violare la politica pubblica che i Padri Fondatori avevano in mente quando hanno redatto le Useful Art Clauses".
L'autore americano Steve Stoute ha dichiarato "tu lo costruisci; noi ti facciamo credere che lo possiedi; tu ti comporti come se lo possedessi; ma alla fine della giornata, lo possediamo noi". Ha affermato che il dilemma della Swift è un'illustrazione "dolorosa" del problema fondamentale con il business della musica che ha seguito un modello di "mezzadria". Secondo il professor R. Polk Wagner della facoltà di giurisprudenza dell'Università della Pennsylvania, il fatto che la Swift associ i suoi testi a una serie di beni e servizi attraverso domande di registrazione di marchi dimostra la sua convinzione che "lei è più grande della musica". Ha aggiunto "si tratta più di un diritto di marchio, pensando a Taylor Swift come a un conglomerato". Doug McMahon dello studio irlandese McCann Fitzgerald LLP ha espresso l'opinione che la controversia mostri come "l'insieme di diritti d'autore correlati che esistono in un brano musicale può dare origine a controversie complesse" e ha sostenuto la mossa della Swift di ri-registrare come una "soluzione relativamente nuova", per quanto riguarda la legislazione sul copyright in Irlanda.

## Eredità

### Riconoscimenti
In occasione dell'evento Billboard Women in Music del 2019, alla Swift è stato conferito il premio inaugurale Donna del decennio per gli anni 2010. Nel suo discorso di accettazione, la Swift si è rivolta per la prima volta pubblicamente a Braun, criticando il suo "privilegio maschile tossico" e il "mondo non regolamentato delle private equity che entrano e acquistano la musica [degli artisti] come se fosse un immobile — come se fosse un'app o una linea di scarpe". Ha affermato che nessuno degli investitori "si è preoccupato di contattare me o il mio team direttamente, per svolgere la due diligence sul loro investimento; sul loro investimento su di me. Per chiedere come mi sarei sentita riguardo al nuovo proprietario della mia arte, della musica che ho scritto, dei video che ho creato, delle mie foto, della mia calligrafia, delle mie copertine".
Nel dicembre 2021, Billboard ha riconosciuto la Swift come "la più grande pop star del 2021", affermando che "ha riscritto le regole del settore e ha avuto uno degli anni più significativi della sua leggendaria carriera pop senza nemmeno pubblicare un album completamente nuovo". La rivista ha affermato che il "successo inequivocabile" di Fearless (Taylor's Version) e Red (Taylor's Version) dimostra l'ampia accettazione delle incisioni, che hanno sostituito le versioni precedenti come "quelle che gli ascoltatori assimileranno e di cui si preoccuperanno andando avanti". La Recording Academy ha affermato che le Taylor's Versions sono una tendenza musicale che ha definito il 2021. Taylor Swift e la sua iniziativa di re-incisione sono state presentate in un montaggio video di Vox, che riassume i principali eventi mondiali dell'anno. La rivista Rolling Stone ha elencato l'acquisto dei master di Swift da parte di Braun come una delle 50 peggiori decisioni prese nella storia dell'industria musicale, e ha sottolineato il ruolo della Swift nel cambiare la percezione pubblica del concetto di re-incisione o rimasterizzazione.
La sigla Taylor's Version e le sue variazioni hanno da allora raggiunto un'importanza culturale come slogan. Da allora, organizzazioni come il Federal Bureau of Investigation (FBI) e la National Football League (NFL) hanno utilizzato o parodiato il termine nei loro contenuti digitali promozionali.

### Impatto finanziario
Le nuove registrazioni hanno avuto un grande successo. Il Fearless originale era al numero 157 nella classifica Billboard 200 degli Stati Uniti prima dell'impatto di Fearless (Taylor's Version), dopo il quale l'originale subì un calo del 19 percento nelle vendite e uscì completamente dalla classifica, mentre la re-incisione debuttò al numero uno. Ben Sisario del New York Times ha affermato che Fearless (Taylor's Version) "ha raggiunto quello che sembrava essere uno degli obiettivi della Swift: seppellire il Fearless originale". Questo processo è diventato uno schema fisso: ogni annuncio di un album Taylor's Version ha causato un picco di interesse per l'album originale, ma dopo l'uscita della nuova registrazione, l'originale è crollato nei consumi ed è uscito dalla classifica; le vendite del Red originale sono scese del 45 percento, Speak Now del 59 percento e 1989 del 44 percento, dopo l'uscita delle rispettive re-incisioni. Nell'ottobre 2023, Bloomberg News ha stimato che il valore delle quattro nuove registrazioni fosse di 400 milioni di dollari.
La Federazione Internazionale dell'Industria Fonografica ha riferito che Swift è stata l'artista solista e l'artista donna più redditizia al mondo nel 2021. Forbes ha stimato i suoi guadagni del 2021 in 52 milioni di dollari, affermando che la Swift "ricreando il suo catalogo prepara per sè anche un giorno di paga potenzialmente enorme". I suoi diritti di pubblicazione sui suoi primi sei album sono stati valutati 200 milioni di dollari nel 2022. La rivista Rolling Stone ha riferito nel gennaio 2022 che Taylor Swift è stata la musicista donna più pagata del 2021, grazie a Fearless (Taylor's Version) e Red (Taylor's Version), davanti agli artisti che hanno pubblicato nuovi album quell'anno. Nel dicembre 2022, Billboard ha ribadito che la Swift è stata la musicista con i guadagni più alti in assoluto nel 2021, portando a casa una cifra stimata di 65,8 milioni di dollari, seguita dalla band inglese Rolling Stones (55,5 milioni di dollari).

### Sincronizzazione
(Taylor Swift per Billboard nel 2019, Forbes)
La Swift ha rifiutato in modo deciso di autorizzare le richieste di sincronizzazione per le versioni originali delle sue canzoni dai suoi primi sei album, consigliando invece l'uso delle sue versioni ri-registrate. L'attore americano e fratello di Swift, Austin, gestisce le licenze delle sue canzoni. Una cover di Look What You Made Me Do (2017), il singolo principale di Reputation, è stata inserita nei titoli di testa di un episodio andato in onda il 24 maggio 2020 della serie thriller di spionaggio Killing Eve. L'artista accreditato come interprete della cover, Jack Leopards & the Dolphin Club, non era mai esistito prima dell'uscita del brano. Il brano era eseguito da un cantante maschile senza nome, che secondo alcuni media potrebbe essere Austin, e prodotto da Jack Antonoff e Nils Sjöberg, quest'ultimo pseudonimo di Taylor Swift. Poiché la Swift non poteva registrare di nuovo Reputation al momento della messa in onda dell'episodio, alcuni hanno pensato che la cover fosse il modo della cantautrice di aggirare i potenziali problemi che sarebbero sorti con la Big Machine in merito alla licenza del copyright di Killing Eve. Una licenza di copyright è obbligatoria per l'utilizzo di una canzone in un'opera visiva; in caso contrario, il proprietario del copyright è autorizzato a multare o sporgere denuncia contro la parte che ha utilizzato la canzone senza licenza.

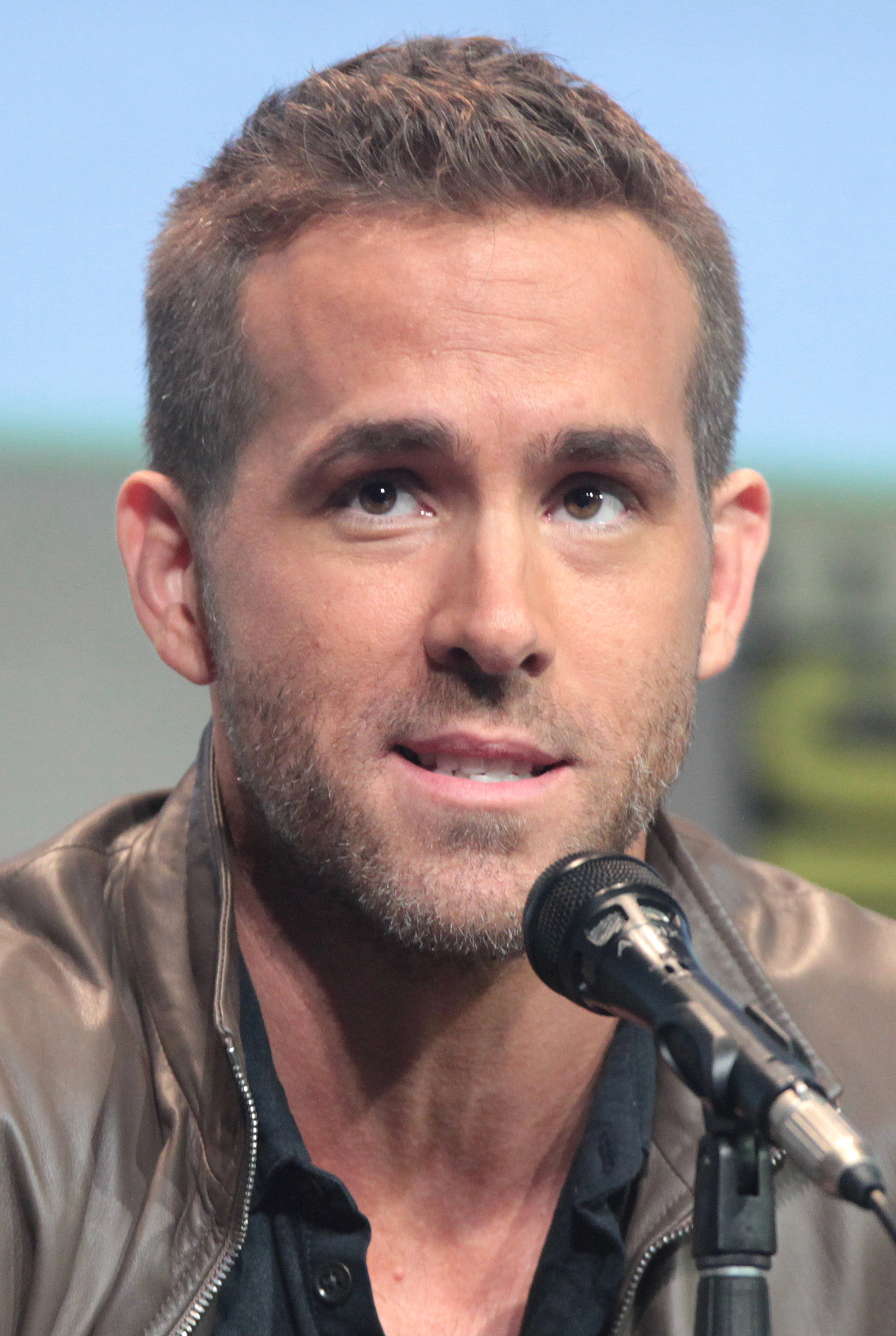
Uno spot commerciale di Match.com prodotto da Ryan Reynolds (in figura) è stata la prima produzione a usare una traccia re-incisa della Swift.

Le tracce ri-registrate sono state presentate in vari media visivi: Love Story (Taylor's Version) è apparsa in una pubblicità prodotta dall'attore canadese Ryan Reynolds per l'app di incontri Match.com. Wildest Dreams (Taylor's Version) è stata ampiamente utilizzata nei trailer del film d'animazione d'avventura Spirit - Il ribelle (2021) e in un episodio della serie fantasy di Netflix Fate: The Winx Saga (2022). I trailer della serie drammatica romantica di Amazon Prime Video L'estate nei tuoi occhi hanno utilizzato parti di This Love (Taylor's Version) e Back to December (Taylor's Version). Message in a Bottle (2021) e Bad Blood (Taylor's Version) sono presenti nel film di animazione sui supereroi DC League of Super-Pets (2022).
Secondo Billboard, i registi sono consapevoli che "le canzoni di Taylor Swift nelle scene o nei trailer creano immediatamente un pubblico interessato allo streaming e all'acquisto dei biglietti" e, di conseguenza, l'uso delle canzoni genera interesse per gli album ri-registrati. Mike Knobloch, presidente della corporazione americana di musica ed editoria di mass media NBC Universal (che ha pubblicato Spirit - Il ribelle) e che ha anche lavorato con il team della cantautrice per la traccia di Cinquanta sfumature di nero, I Don't Wanna Live Forever (2016), ha affermato che "Taylor Swift sta esponendo la nuova musica al pubblico più vasto possibile. Per ora, la sua strategia si concentra sui film per famiglie, ma è improbabile che questo approccio duri per sempre ... Lei è in una breve lista di artisti che hanno un impatto sul pubblico più vasto. Se questo si traduce in film per famiglie come obiettivo, allora ha senso. Ma non credo che lo stia facendo in esclusiva."

### L'azione dei fan
Giornalisti e organi di stampa hanno attribuito ai fan della Swift, comunemente noti come "Swifties", il merito di aver aiutato la Swift ad amplificare la pubblicità che circondava la controversia e il successo dei suoi sforzi di ri-registrazione. D'altro canto, Braun ha affermato che Swift avrebbe "militato" la sua fanbase rendendo pubblica la disputa.
Il 30 giugno 2019, in seguito alla notizia che Braun aveva acquisito Big Machine, e con essa il vecchio catalogo della Swift, molti amici di Braun si sono congratulati con lui sui loro account sui social media; l'imprenditore americano David Grutman ha accompagnato uno screenshot del titolo della notizia con la scritta "QUANDO IL TUO AMICO COMPRA TAYLOR SWIFT" nella sua storia di Instagram, che Braun ha ripubblicato sul suo account. La storia e la sua ripubblicazione sono state rapidamente cancellate dopo che i fan della Swift hanno affermato che riflettevano il vero intento di Braun. Il 22 novembre 2019, Braun ha pubblicato un post su Instagram, affermando di aver ricevuto minacce di morte dai fan della Swift e di voler avere una conversazione con la cantautrice in merito alla disputa. Ha scritto: "Sono certo che non ci sia mai una situazione che valga la pena di mettere a repentaglio la sicurezza di qualcuno". La sede centrale della Big Machine a Nashville è stata chiusa in anticipo il 14 novembre 2019, a causa di "minacce di morte dirette e ostili" rivolte ai dipendenti dell'azienda. Una petizione online lanciata da un fan su Change.org, che chiedeva a Braun, Borchetta e al Carlyle Group di "smettere di tenere in ostaggio l'arte di Taylor Swift", ha raccolto 35.000 firme nelle prime tre ore. Michael Jones, direttore generale delle campagne su Change.org, ha descritto la petizione come "una delle petizioni in più rapida crescita sulla piattaforma in questo mese".
I fan hanno anche estratto informazioni sul Carlyle Group e hanno affermato che avrebbe legami con la guerra civile nello Yemen . Successivamente, pubblicazioni come il New York Times hanno confermato che Carlyle possiede l'azienda di produzione aerospaziale Wesco Aircraft Holdings, che fornisce parti per la costruzione di aerei da combattimento sauditi utilizzati per sganciare bombe nello Yemen. Dopo l'uscita di Fearless (Taylor's Version), i fan hanno bloccato le tracce di Fearless (2008) sulle loro piattaforme musicali digitali, come Spotify, per evitare di trasmetterle in streaming accidentalmente, in modo da far "scomparire" le vecchie registrazioni. Nell'episodio del 12 maggio 2022 del The Tonight Show Starring Jimmy Fallon, nel suo monologo di apertura, il conduttore Jimmy Fallon ha riassunto diverse speculazioni dei fan sul prossimo album ri-registrato della Swift, teorizzando che si trattasse di Speak Now (Taylor's Version), 1989 (Taylor's Version) o entrambi contemporaneamente.

### Influenza su altri artisti
La cantautrice americana Olivia Rodrigo ha dichiarato di aver negoziato con la sua etichetta discografica per possedere lei stessa i master della sua musica, dopo aver osservato la battaglia della Swift, e la cantante britannica Rita Ora ha ringraziato la Swift per aver fornito un incentivo per acquistare lei stessa i suoi master. Il cantante americano Joe Jonas ha detto che desidera ri-registrare il catalogo precedente dei Jonas Brothers proprio come la Swift. Il musicista canadese Bryan Adams, il gruppo vocale americano 98 Degrees e la rock band americana The Departed sono stati ispirati dalla Swift alla re-incisione. Il musicista americano Dave Grohl, frontman del gruppo rock Foo Fighters, ha dichiarato di essere "profondamente impressionato" dalla Swift e di sostenere la sua visione.
Il rapper americano Snoop Dogg ha citato le nuove registrazioni della Swift e ha dichiarato che voleva ri-registrare il suo album di debutto, Doggystyle (1993), ma non è riuscito a farlo perché non era in grado di replicare la "sensazione". La cantautrice americana Ashanti ha annunciato la sua intenzione di ri-registrare il suo album di debutto omonimo per ottenerne i master, e ha detto a Metro che si sentiva "rafforzata" dalla Swift; Ashanti ha inoltre affermato "Penso che Taylor sia incredibile per quello che ha fatto e per essere in grado di essere una donna in questo settore dominato dagli uomini: per aver raggiunto questo obiettivo è incredibile. Essere proprietari e avere la possibilità di detenere la propria creatività è così importante. Uomo, donna, cantante, rapper, chiunque, spero che questa sia una lezione per gli artisti per entrare e possedere il proprio lavoro."
La cantautrice indonesiana Niki ha dichiarato che la Swift l'ha ispirata a ri-registrare e "reimmaginare" le sue canzoni originali che aveva eliminato da YouTube dopo aver firmato con la sua etichetta discografica, incorporandole nel suo secondo album in studio, Nicole (2022). La celebrità mondana americana Paris Hilton ha pubblicato una versione "aggiornata" della sua canzone del 2006, Stars Are Blind, rinominata Stars Are Blind (Paris' Version), il 30 dicembre 2022. La cantante americana SZA ha elogiato Swift nella sua intervista per Billboard Woman of the Year del 2023: "Taylor che lascia andare tutta quella situazione con i suoi master, per poi vendere tutti quei fottuti dischi. È il più grande "vaffanc**o" all'establishment che abbia mai visto in vita mia, e applaudo profondamente quella me**a". Il rapper americano Offset, ex membro del gruppo hip hop Migos, ha affermato di essere "la Taylor Swift del rap" in seguito a una disputa con la Quality Control Music, la sua ex etichetta discografica, sulla sua carriera da solista. Il rapper ha affermato di voler "ottenere il controllo sui suoi master".
L'attrice irlandese Saoirse Ronan e la regista americana Greta Gerwig hanno affermato che la lotta della Swift per la proprietà ha trovato riscontro in loro durante la realizzazione dell'adattamento cinematografico del 2019 di Piccole donne, la cui autrice Louisa May Alcott ha mantenuto anche i suoi diritti d'autore. La musicista americana Melissa Etheridge ha definito il progetto di ri-registrazione "probabilmente l'impresa musicale più impressionante che abbia mai visto. In assoluto". La musicista britannica Imogen Heap ha definito il progetto "una carta tosta per mantenere il controllo del lavoro [della Swift] in un'industria musicale commerciale che lavora in gran parte contro i musicisti". La cantante e cantautrice americana Maren Morris ha affermato di aver trovato "profonda ispirazione" nel "coraggio" della Swift "di ribaltare la situazione a sfavore degli uomini d'affari sfruttatori e riprendersi la proprietà". Nel 2023, The Guardian ha affermato che "una rivoluzione sta fermentando nel mondo della musica", assistendo a una nuova generazione di artiste, come Zara Larsson, Dua Lipa e Rina Sawayama, che seguono il precedente di Taylor Swift di acquisire la proprietà dei loro diritti musicali e mantenere un atteggiamento di sfida nei confronti della rinuncia di tutti i diritti in favore dell'etichetta musicale.

### Cambiamenti sistemici
(Katie Rosseinsky, "How Taylor Swift is changing the music industry one re-record at a time", Evening Standard)
Il 12 novembre 2021, il Wall Street Journal ha riferito che Universal Music Group, la società madre dell'attuale etichetta della Swift, ha raddoppiato il periodo di tempo che impedisce agli artisti di ri-registrare le proprie opere nei loro contratti discografici futuri. Il giornale ha affermato che la modifica rappresenta "un cambiamento nelle dinamiche di potere nel mondo della musica", poiché gli artisti hanno iniziato a richiedere una migliore condivisione dei ricavi e la proprietà dei master della loro musica, incentivati dalla situazione della Swift. Weverse ha affermato che "l'industria discografica ha osservato attentamente il progetto di ri-registrazione [della Swift] per vedere dove sarebbe potuto andare e ha recentemente iniziato a reagire" e ha sottolineato che i musicisti hanno iniziato a richiedere i diritti sui loro master "sempre più spesso" a seguito della controversia. Il 17 novembre 2021, iHeartRadio ha annunciato che da ora in poi le sue stazioni radio trasmetteranno solo brani Taylor's Version, con l'intenzione di sostituire il resto delle vecchie registrazioni con le tracce ri-registrate non appena saranno ufficialmente pubblicate.
Dopo il successo delle ri-registrazioni della Swift, le etichette discografiche e le aziende iniziarono a proibire contrattualmente agli artisti musicali di ri-registrare i loro brani o ad aumentare il periodo di attesa a 10-30 anni. Nell’ottobre 2023, Billboard ha riferito che le principali etichette discografiche – Universal, Sony Music Entertainment e Warner Music Group – hanno revisionato le clausole sulla ri-registrazione nei contratti per i nuovi firmatari, con diversi avvocati musicali che si sono opposti a questo cambiamento. Inoltre, sempre più artisti si sono orientati verso un accordo di licenza in cui mantengono il controllo dei master, anche se i contratti tradizionali in cui l'etichetta possiede i master restano più comuni. Nel gennaio 2024, The Guardian ha riferito che i periodi di conservazione per l'editoria musicale sono scesi dai 25 anni di tre decenni fa a una durata compresa tra 12 e 15 anni. Secondo il giornalista del settore musicale Eamonn Forde, il settore editoriale del business musicale era "all'avanguardia". D'altro canto, le restrizioni delle etichette discografiche sulla ri-registrazione si stanno allungando dopo la controversia della Swift, e le etichette discografiche non vogliono che vengano ri-registrate, devono proteggere i loro beni. "Non vogliono che il loro prodotto venga sostituito da qualcos'altro", ha affermato l'avvocato del settore musicale Erin M. Jacobson . Tuttavia, per "restare competitive, le etichette tradizionali devono prendere in considerazione alcune strutture o termini alternativi che siano un po' più amichevoli con gli artisti", ha affermato.

### Attenzione accademica
La controversia è stata oggetto di studio anche negli istituti di istruzione superiore . Il 4 ottobre 2021, l'Università Rafael Landívar in Guatemala ha ospitato una conferenza sul tema "Protezione internazionale del copyright: analisi del caso di Taylor Swift". Nel gennaio 2022, presso la Tisch School of the Arts della New York University è stato lanciato un corso del semestre primaverile incentrato sulla carriera della Swift e sul suo impatto culturale, con "diritti d'autore e proprietà" come uno degli argomenti trattati dal programma. La Queen's University di Kingston offre un corso del semestre autunnale, intitolato "L'eredità letteraria di Taylor Swift (Taylor's Version)", incentrato sul suo impatto sociopolitico sulla cultura contemporanea; il programma include lo studio di brani selezionati dagli album in studio della Swift, con l'uso di versioni ri-registrate ove possibile. La Darden School of Business dell'Università della Virginia ha pubblicato un nuovo caso studio sulla controversia sui master nel settembre 2023. Nel novembre 2023, l'Università del Dakota del Sud ha annunciato un corso di giurisprudenza incentrato sulle interazioni della Swift con la legge, che esaminerà le sue nuove registrazioni e le relative questioni relative al copyright.

### Ispirazione
Le canzoni di ciascuno degli album del 2020 della Swift, my tears ricochet e mad woman da folklore, e it's time to go da evermore, sono state indicate dai critici per i loro riferimenti alla disputa, Borchetta e Braun. my tears ricochet parla di come Swift si sentì tradita da Borchetta e usa una metafora funebre, mentre mad woman parla del "gaslighting" che la Swift subì per mano di Braun. Un'interpretazione diffusa è che le tracce Vigilante Shit e Karma dal suo album del 2022, Midnights, dissino anche Braun.
Il critico di Vulture Jason P. Frank ha affermato che la decisione della cantante americana Demi Lovato di pubblicare il suo album di remix del 2023, Revamped, è stata ispirata dalle nuove registrazioni di Swift. Una docuserie commissionata dalla Warner Bros. Discovery, intitolata Taylor Swift vs Scooter Braun: Bad Blood, è stata pubblicata nel giugno 2024.